# Воинское кладбище № 108 (Беч)
 Памятник культуры Малопольского воеводства: регистрационный номер A-467/M от  16 апреля 2009 года.
Воинское кладбище № 108 — Беч (пол. Cmentarz wojenny nr 108 - Biecz) — воинское кладбище, находящееся в городе Беч, Горлицкий повят, Малопольское воеводство. Кладбище входит в группу Западногалицийских воинских захоронений времён Первой мировой войны. На кладбище похоронены военнослужащие Австро-Венгерской и Российской армий, погибшие во время Первой мировой войны в 1915 году. Охраняемый памятник Малопольского воеводства.

## История
Кладбище было построено Департаментом воинских захоронений К. и К. военной комендатуры в Кракове в 1915 году по проекту австрийского архитектора Ганса Майра. На кладбище находится 6 братских и 20 индивидуальных могил, в которых было похоронены 4 (или 5) австрийских и 42 русских солдата. Кладбище было основано при госпитале, который находился в близлежащем монастыре.
16 апреля 2009 года кладбище было внесено в реестр памятников Малопольского воеводства (№ А-467/М).

## Источник
- Oktawian Duda: Cmentarze I wojny światowej w Galicji Zachodniej. Warszawa: Ośrodek Ochrony Zabytkowego Krajobrazu, 1995. ISBN 83-85548-33-5.
- Roman Frodyma Galicyjskie Cmentarze wojenne t. I Beskid Niski i Pogórze (Okręgi I—IV), Oficyna Wydawnicza «Rewasz», Pruszków 1998.